# Camarón de Tejeda
Camarón de Tejeda, Villa Adalberto Tejeda – miasto w stanie Veracruz, położone w południowym Meksyku. W roku 1863 miejscowość zasłynęła na arenie międzynarodowej po słynnej bitwie o Camerone, stoczonej pomiędzy małym oddziałem Legii Cudzoziemskiej pod dowództwem Jeana Danjou a wojskami meksykańskimi dowodzonymi przez Francisco Milána. W rocznicę bitwy 30 kwietnia, odbywają się uroczystości w hołdzie poległym.

## Ciekawe miejsca

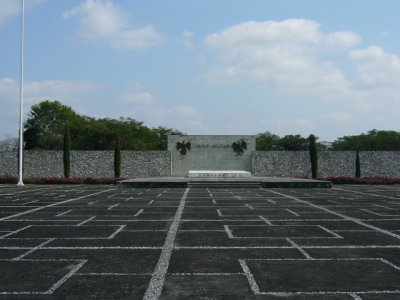
Mauzoleum w Camarón de Tejeda

- Mauzoleum, poświęcone żołnierzom biorącym udział w bitwie pod Camarón
- Most na rzece Slope Jamapa
- Obelisk - pomnik żołnierzy francuskich.
- Dworzec kolejowy z XIX w.
- Jaskinia Chrystusa - siedliska nietoperzy.
- Parafia San Jose
- Grób płk dr Francisco Talavera
- Pozostałości dużej cukrowni z lat trzydziestych XX w.
- Dworzec Mata de Agua, wybudowany w XIX w.